# Heinrich Poselger
Heinrich Poselger ( 1818 - 1883 ) fue un botánico alemán.

## Algunas publicaciones

### Libros
- 1877. Hundert Jahre der St. Johannis-Loge zum Widder(in Berlin) von 1777 bis 1877. Editor Berg & v. Holten, 62 pp.

## Honores
En su honor se nombran cinco especies de las cactáceas:
- (Cactaceae) Coryphantha poselgeriana Britton & Rose
- (Cactaceae) Mammillaria poselgeriana Haage & Cat. ex Foerst.

- La abreviatura «Poselg.» se emplea para indicar a Heinrich Poselger como autoridad en la descripción y clasificación científica de los vegetales.[1]